# دم‌آبی کیلیان
دم‌آبی کیلیان (نام علمی: Tarsiger albocoeruleus) یک پرنده گنجشک‌سان کوچک از تیرهٔ مگس‌گیران جهان قدیم (Muscicapidae) است که در شمال مرکزی چین یافت می‌شود. در گذشته با دم‌آبی پهلوسرخ (Tarsiger cyanurus) هم‌گونه در نظر گرفته می‌شد.